# Malassezia furfur
Malassezia furfur är en svampart som först beskrevs av C.P. Robin, och fick sitt nu gällande namn av Henri Ernest Baillon 1889. Malassezia furfur ingår i släktet Malassezia, ordningen Malasseziales, divisionen basidiesvampar och riket svampar.   Inga underarter finns listade i Catalogue of Life.

## Bildgalleri

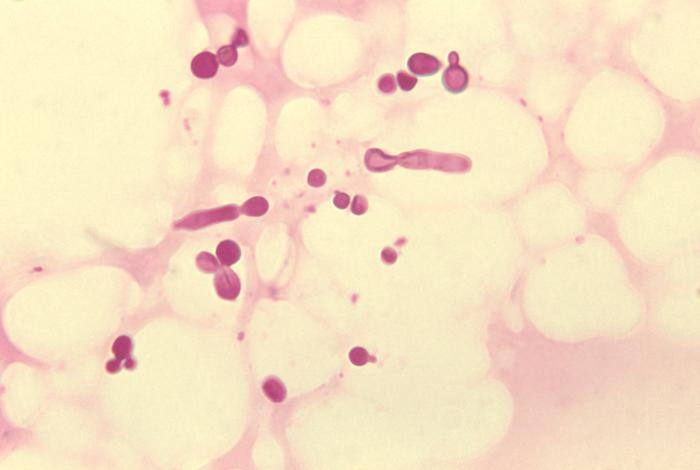
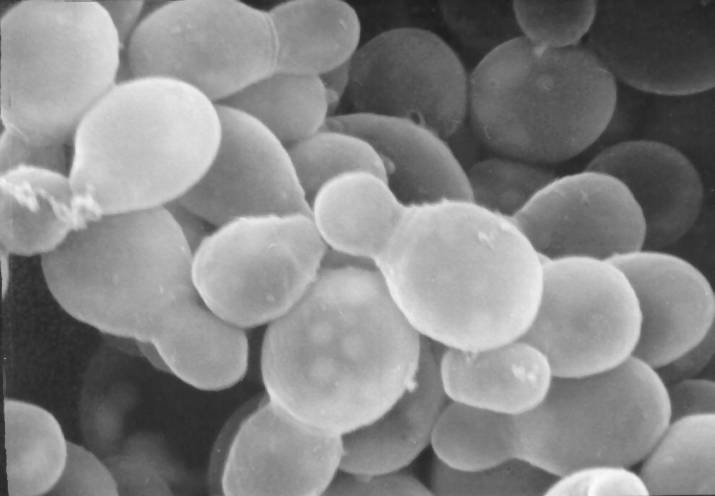